# Morte de David Dorn
David Dorn, um capitão de polícia aposentado afro-americano de 77 anos, foi morto a tiros por saqueadores, em 2 de junho de 2020,  durante os protestos por George Floyd em St. Louis.

## Pessoas envolvidas
- Vítima: David Dorn (29 de novembro de 1942 - 2 de junho de 2020), policial aposentado. Foi capitão no Departamento de Polícia Metropolitana de St. Louis, de novembro de 1969 a outubro de 2007.[1] Mais tarde, serviu como chefe de polícia de Moline Acres a partir de fevereiro de 2008.[2]
- Saqueadores desconhecidos.[3]

## Incidente
Em 2 de junho de 2020, Dorn foi encontrado na calçada em frente ao Lee's Pawn and Jewelry por volta das 2h30 da madrugada. Ele teria respondido ao alarme da loja de penhores de seu amigo durante os protestos gerados pela morte de George Floyd, quando foi morto a tiros por saqueadores desconhecidos. Aparentemente, sua morte foi transmitida ao vivo no Facebook, pois várias pessoas afirmaram nas mídias sociais que haviam assistido a uma transmissão de uma vítima de tiro na calçada em frente à loja de penhores.
O vídeo de 13 minutos foi brevemente retirado pelo Facebook antes de ser restaurado com uma tela de aviso e foi visto mais de 94.000 vezes em 3 de junho. No vídeo, um jovem afirma: "Oh meu Deus, porque ... Eles acabaram de matar este velho na loja de penhores por causa de algumas TVs ... vamos, cara, isso é o avô de alguém".
Aquela noite foi particularmente violenta em St. Louis, com quatro policiais mortos e 55 negócios assaltados ou danificados em meio aos protestos de Black Lives Matter e George Floyd.

## Investigação
O comissário de polícia de St. Louis, John Hayden Jr., informou que há uma investigação ativa mas nenhuma prisão foi feita.
O Disque Denúncia ofereceu uma recompensa de US$ 10.000 por informações que levassem a uma prisão. Esse valor aumentou lentamente durante vários dias para US $ 40.000.

## Consequências
Um pequeno memorial foi rapidamente montado do lado de fora da loja, com uma placa manuscrita indicando: "Vocês mataram um homem negro porque 'eles' mataram um homem negro? Descanse em paz." O chefe de polícia de St. Louis, John Hayden, ordenou que todos os oficiais do departamento usassem faixas pretas de luto em seus distintivos policiais para homenagear Dorn.
Vários angariadores de fundos do GoFundMe surgiram rapidamente on-line, embora nenhum deles tenha sido endossado por membros da família. Uma conta Fundly foi endossada pela família e eles pediram apoio a organizações como Disque Denúncia ou BackStoppers.

## Reações
Sua viúva, Ann Marie Dorn, disse a repórteres que seu marido era amigo do dono da loja e que verificava repetidamente os negócios quando o alarme disparasse.

### Políticos
O governador do Missouri, Mike Parson, declarou que os saques e a violência nos protestos por George Floyd precisavam ser interrompidos. O ex-chefe de polícia do condado de St. Louis, Tim Finch, chamou Dorn de "verdadeiro servidor público".
O presidente dos EUA, Donald Trump, twittou: "Nosso maior respeito à família de David Dorn, um grande capitão de polícia de St. Louis, que foi ferozmente baleado e morto por saqueadores desprezíveis na noite passada. Honramos nossos policiais, talvez mais do que nunca. Obrigado! "

### Organizações
A Sociedade Ética da Polícia, uma organização que apoia policiais negros nos Estados Unidos, twittou: "[Dorn] foi assassinado por saqueadores em uma loja de penhores. Ele era o tipo de irmão que daria a vida para salvá-los se ele tivesse que [fazê-lo].Violência não é a resposta, seja um cidadão ou um oficial. Capitão RIP!"